# Medalla Nacional de Tecnología e Innovación
La Medalla Nacional de Tecnología e Innovación (en inglés: National Medal of Technology and Innovation; anteriormente conocido como la Medalla Nacional de Tecnología, en inglés National Medal of Technology) es un honor concedido por el Presidente de los Estados Unidos de América a inventores y los innovadores que han hecho importantes contribuciones al desarrollo de nuevos e importantes tecnologías. El premio puede concederse a una persona en concreto, a un grupo de personas o de la totalidad de un organización o sociedad. Es el más alto honor de los Estados Unidos que se puede conferir a un ciudadano de los EE. UU. para los logros relacionados con el progreso tecnológico.

## Historia
La Medalla Nacional de Tecnología e Innovación se creó en 1980 por el Congreso de los Estados Unidos en virtud de la Ley Stevenson-Wydler de Innovación Tecnológica. Se trata de un esfuerzo bipartidista para fomentar la innovación tecnológica y la competitividad tecnológica de los Estados Unidos en el escenario internacional. Las primeras Medallas Nacionales de Tecnología e Innovación se publicó en 1985 por el entonces presidente Ronald Reagan a 12 personas y una empresa. Los primeros beneficiarios son gigantes como la tecnología de Steve Jobs y Stephen Wozniak, fundadores de Apple Computer, y AT & T Bell Laboratories, una verdadera potencia en la innovación tecnológica. La medalla ha sido otorgado anualmente por el más reciente ganadores, los beneficiarios en 2004, después de haber sido anunciada el 14 de noviembre de 2005.

## Proceso de premiación

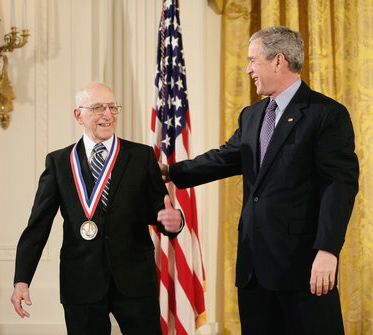
Ralph Baer recibe la Medalla Nacional de Tecnología e Innovación.

Cada año, la Agencia de Administración de Tecnología en virtud del Departamento de Comercio de los Estados Unidos insta a la designación de nuevos candidatos para la Medalla Nacional de Tecnología e Innovación. Los candidatos son propuestos por sus compañeros que tienen directa, de primera mano los logros de los candidatos. Los candidatos pueden ser personas, los equipos de personas (hasta 4), organizaciones o empresas. Las personas y todos los miembros de los equipos deben ser ciudadanos de los Estados Unidos y de las organizaciones y las empresas deben ser de propiedad estadounidense (es decir, el 50% de sus activos o acciones deben ser en poder de los ciudadanos de los EE. UU.).
Todas las candidaturas son referidas al Comité de Evaluación de la Medalla Nacional de Tecnología e Innovación, que emite recomendaciones a la Secretaría de Comercio de Estados Unidos. Todos los candidatos seleccionados como finalistas son revisados por un control de seguridad del FBI. La información recopilada a través del control de seguridad puede ser considerado en la selección final de ganadores. El Secretario de Comercio es entonces capaz de asesorar al Presidente de los Estados Unidos en cuanto a que los candidatos deben recibir la Medalla Nacional de Tecnología e Innovación. Los nuevos galardonados a la Medalla Nacional de Tecnología e Innovación son anunciadas por el presidente de los EE. UU. una vez que se ha realizado la selección final.

## Galardonados
En 2005, se han producido más de 135 personas y 12 empresas reconocidas. Aquí hay una lista de los 'más notables' galardonados y un resumen de sus logros.
| Año  | Nombre                                                                | Tema |
| ---- | --------------------------------------------------------------------- | --- |
| 2004 | Ralph Baer                                                            | "Para la invención de la primera consola de videojuegos." |
| 2004 | Roger Easton, Sr.                                                     | "Por sus amplios logros pioneros en el desarrollo de naves espaciales seguimiento, navegación y momento la tecnología que llevó al desarrollo de la - NAVSTAR Global Positioning System (GPS)." |
| 2003 | Watts Humphrey                                                        | Por su Modelo de Capacidad y Madurez por la ingeniería de software, por su trabajo hacia el cumplimiento de esa visión, y para la consiguiente repercusión en el Gobierno de los EE. UU., la industria, y las comunidades académicas".                                                                                            |
| 2003 | Robert Metcalfe                                                       | "Por el liderazgo en la invención, estandarización y comercialización de la Ethernet". |
| 2002 | Nick Holonyak                                                         | Para la invención del LED |
| 2000 | Douglas Engelbart                                                     | Para la invención del ratón de la computadora y colabora en el desarrollo de hipertexto |
| 2000 | Dean Kamen                                                            | "Para las invenciones que han avanzado la atención médica en todo el mundo, y para América... despertar a la emoción de la ciencia y la tecnología." |
| 1999 | Glen Culler, Raymond Kurzweil, Robert Swanson y Robert W. Taylor      | "Por un liderazgo visionario en el desarrollo de la tecnología informática moderna, incluidas las redes de computadoras, la computadora personal y la interfaz gráfica de usuario." |
| 1998 | Ken Thompson y Dennis Ritchie                                         | "Para los compañeros de la invención de la UNIX y el sistema operativo lenguaje de programación C que, en conjunto, han dado lugar a un enorme avance para los equipos, programas y sistemas de redes. Asimilados Y el crecimiento de un conjunto de la industria mejorando así Americana Liderazgo en la era de la información". |
| 1997 | Vinton Cerf y Robert E. Kahn                                          | "Para crear y mantener el desarrollo de la Protocolo Internet s" |
| 1996 | Stephanie Kwolek                                                      | "Por sus contribuciones al descubrimiento, el desarrollo y la transformación de cristal líquido de alto rendimiento aramida fibras (Kevlar)" |
| 1994 | Irwin M. Jacobs                                                       | "Por su desarrollo de la Acceso múltiple por división de código (CDMA) como una tecnología comercial adoptado como estándar celular digital de EE.UU." |
| 1993 | Kenneth H. Olsen                                                      | "Por sus contribuciones al desarrollo y al uso de la tecnología informática" (Digital Equipment Corporation – DEC) |
| 1992 | Bill Gates                                                            | "A principios de su visión universal de la informática en el hogar y en la oficina..." |
| 1991 | Grace Murray Hopper                                                   | "Por sus logros pioneros en el desarrollo de lenguajes de programación de computadoras..." |
| 1990 | John Atanasoff                                                        | "Por su invención de la electrónica ordenador digital..." |
| 1990 | Jack Kilby                                                            | "Por sus contribuciones a la invención y la comercialización de la circuito integrado y el silicio-la cabeza de impresión térmica, por sus contribuciones al desarrollo de la primera computadora mediante circuitos integrados, y de la invención de la calculadora de mano , Y puerta variedad".                                |
| 1990 | Gordon Moore                                                          | "Por su liderazgo en la... seminal en gran escala Memoria de ordenador y el microprocesador..." |
| 1989 | Herbert W. Boyer y Stanley N. Cohen                                   | "Por sus fundamentales invención de los empalme de genes … técnicas y descubrimiento de ADN recombinante tecnología" |
| 1989 | Helen T. Edwards, Richard A. Lundy, J. Orr y Ritchie Alvin Tollestrup | "Por sus contribuciones al diseño, la construcción y el funcionamiento inicial de la Tevatrón \| acelerador de partículas" |
| 1988 | Arnold O. Beckman                                                     | "Para excepcional creatividad en el diseño de instrumentos de análisis" (espectrofotometría) |
| 1988 | Edwin H. Land                                                         | "Para la invención, el desarrollo y la comercialización de la fotografía instantánea". |
| 1988 | David Packard                                                         | "Para extraordinaria y desinteresada de liderazgo en la industria y el gobierno, sobre todo en campos tecnológicos ampliamente diversificada..." |
| 1987 | Robert N. Noyce                                                       | "Por sus invenciones en el campo de la semiconductor y circuitos integrados..." |
| 1986 | Bernard M. Gordon                                                     | "Por su invención y desarrollo de la D/A y A/D conversión..." |
| 1986 | Reynold B. Johnson                                                    | "Por su invención y desarrollo del almacenamiento en disco magnético..." |
| 1985 | Marvin M. Johnson                                                     | "Por su descubrimiento y desarrollo de agentes pasivadores del metal por catalizadores de craqueo catalítico. |
| 1985 | Fred Brooks, Eric Bloch y Bob Evans                                   | "Por sus contribuciones a la IBM System/360, un sistema informático y tecnologías que revolucionó la industria de transformación de los datos..." |
| 1985 | Steve Jobs y Steve Wozniak                                            | "Por su desarrollo y la introducción de la computadora personal..." |